# Teodozjusz (Iwaszczenko)
Teodozjusz, imię świeckie Jewgienij Siergiejewicz Iwaszczenko (ur. 8 czerwca 1964 w Kijowie) – biskup Rosyjskiego Kościoła Prawosławnego poza granicami Rosji.

## Życiorys
Ukończył technikum. W 1988 wstąpił jako posłusznik do ławry Peczerskiej, na krótko wcześniej zwróconej Rosyjskiemu Kościołowi Prawosławnemu. W tym samym roku został postrzyżony na mnicha, przyjmując imię zakonne Teodozjusz. W latach 1989–1992 uczył się w seminarium duchownym w Kijowie. Po wyświęceniu na kapłana służył w parafii w obwodzie czernihowskim.
W połowie lat 90. XX wieku został zaliczony w poczet członków rosyjskiej misji prawosławnej w Jerozolimie. W 1996 przeszedł w jurysdykcję Rosyjskiego Kościoła Prawosławnego poza granicami Rosji.
Początkowo zamieszkał w Pustelni Zmartwychwstania Chrystusa w Minneapolise, Minnesota, następnie objął parafię św. Tichona Zadońskiego w San Francisco, otrzymał godność archimandryty. Był również zastępcą dyrektora gimnazjum rosyjskiego im. Świętych Cyryla i Metodego w San Francisco.
13 maja 2008 otrzymał nominację Świętego Synodu Biskupów Rosyjskiego Kościoła Prawosławnego poza granicami Rosji na biskupa Seattle, wikariusza eparchii San Francisco i zachodniej Ameryki. Została ona w czerwcu tego samego roku potwierdzona przez Święty Synod Rosyjskiego Kościoła Prawosławnego. Jego chirotonia biskupia odbyła się 7 września 2008 w soborze Ikony Matki Bożej „Wszystkich Strapionych Radość” w San Francisco pod przewodnictwem Pierwszego Hierarchy Rosyjskiego Kościoła Prawosławnego poza granicami Rosji metropolity Hilariona.